# Parlamentswahl in Island 2013
- V: 7
- S: 9
- Þ: 3
- A: 6
- B: 19
- D: 19

Die Parlamentswahl in Island 2013 fand am 27. April 2013 statt. Gewählt wurden die 63 Abgeordneten des nationalen Parlaments Althing.

## Wahlsystem
Gewählt wurde wie seit 2003 in den 1999 festgelegten sechs Wahlkreisen, in denen getrennt sieben bis elf Sitze vergeben werden. Weitere neun Mandate werden landesweit an Parteien mit mehr als 5 % als Kompensation vergeben, um insgesamt eine relativ proportionale Verteilung der Mandate an die Partien zu erhalten.

## Parteien
Folgende elf Parteien traten landesweit an:
- S: Allianz (Samfylkingin, sozialdemokratische Regierungspartei, 19 Sitze)
- D: Unabhängigkeitspartei (Sjálfstæðisflokkurinn, liberalkonservativ, 16 Sitze)
- V: Links-Grüne Bewegung (Vinstrihreyfingin – grænt framboð, ökosozialistische Regierungspartei, 11 Sitze)
- B: Fortschrittspartei (Framsóknarflokkurinn, agrarisch-liberal, 9 Sitze)
- T: Morgendämmerung (Dögun, hervorgegangen aus Bürgerbewegung, Hreyfingin („Die Bewegung“) und Liberale Partei Islands, 2 Sitze)
- A: Helle Zukunft (Björt framtíð, pro-europäisch, teilweise aus Besti flokkurinn/Beste Partei hervorgegangen, 2 Sitze)
- J: Regenbogen (Regnboginn EU-skeptische Abspaltung von den Links-Grünen, 2 Sitze)
- Þ: Piratenpartei (Píratar, 1 Sitz)
- G: Rechts-Grüne Volkspartei (Hægri Grænir flokkur fólksins, EU-skeptisch, libertär)
- I: Haushaltspartei (Flokkur Heimilanna)
- L: Islands Demokratische Partei (Lýðræðisvaktin, Abspaltung von Morgendämmerung)

Daneben traten vier Parteien in einzelnen Wahlkreisen an:
- H: Humanistische Partei (Húmanistaflokkurinn, zuletzt 1999 angetreten, nur in Reykjavík)
- K: Sturla Jónsson (nur in Reykjavík Süd)
- M: Provinzpartei (Landsbyggðarflokkurinn, nur im Wahlkreis Nordwest)
- R: Volksfront von Island (Alþýðufylkingin,[4] antikapitalistisch, nur in Reykjavík)

## Wahlergebnis

Ergebnisse und Sitzverteilung in den Wahlkreisen

### Gesamtergebnis
| Partei            | Partei                               | Stimmen | Stimmen | Stimmen | Sitze  | Sitze |
| Partei            | Partei                               | Anzahl  | %       | +/−     | Anzahl | +/−   |
| ----------------- | ------------------------------------ | ------- | ------- | ------- | ------ | ----- |
|                   | Unabhängigkeitspartei (D)            | 50.454  | 26,7    | +3,0    | 19     | +3    |
|                   | Fortschrittspartei (B)               | 46.173  | 24,4    | +9,6    | 19     | +10   |
|                   | Allianz (S)                          | 24.292  | 12,9    | −16,9   | 9      | −11   |
|                   | Links-Grüne Bewegung (V)             | 20.546  | 10,9    | −10,8   | 7      | −7    |
|                   | Strahlende Zukunft (A)               | 15.583  | 8,3     | +8,3    | 6      | +6    |
|                   | Piratenpartei (Þ)                    | 9.647   | 5,1     | +5,1    | 3      | +3    |
|                   | Morgenröte (T)                       | 5.855   | 3,1     | −4,1    | —      | −4    |
|                   | Haushälterpartei (I)                 | 5.707   | 3,0     | +3,0    | —      | —     |
|                   | Isländische Demokratische Partei (L) | 4.658   | 2,5     | +2,5    | —      | —     |
|                   | Rechts-Grüne Volkspartei (G)         | 3.262   | 1,7     | +1,7    | —      | —     |
|                   | Regenbogen (J)                       | 2.021   | 1,1     | +1,1    | —      | —     |
|                   | Provinzpartei (M)                    | 326     | 0,2     | +0,2    | —      | —     |
|                   | Sturla Jónsson (K)                   | 222     | 0,1     | +0,1    | —      | —     |
|                   | Humanistische Partei (H)             | 126     | 0,1     | +0,1    | —      | —     |
|                   | Volksfront (R)                       | 118     | 0,1     | +0,1    | —      | —     |
| Gesamt            | Gesamt                               | 188.990 | 100,0   |         | 63     |       |
| Gültige Stimmen   | Gültige Stimmen                      | 188.990 | 97,5    |         |        |       |
| Ungültige Stimmen | Ungültige Stimmen                    | 4.802   | 2,5     |         |        |       |
| Wahlbeteiligung   | Wahlbeteiligung                      | 193.792 | 81,4    |         |        |       |
| Wahlberechtigte   | Wahlberechtigte                      | 237.957 | 100,0   |         |        |       |

### Ergebnis nach Wahlkreisen
| Partei | Partei                    | Reykjavík Nord | Reykjavík Nord | Reykjavík Süd | Reykjavík Süd | Südwest | Südwest | Nordwest | Nordwest | Nordost | Nordost | Süd   | Süd     |
|        |                           | %              | Sitze *        | %             | Sitze *       | %       | Sitze * | %        | Sitze *  | %       | Sitze * | %     | Sitze * |
| ------ | ------------------------- | -------------- | -------------- | ------------- | ------------- | ------- | ------- | -------- | -------- | ------- | ------- | ----- | ------- |
|        | Unabhängigkeitspartei (D) | 23,4           | 3+0            | 26,8          | 3+0           | 30,7    | 4+1     | 24,7     | 2+0      | 22,6    | 2+0     | 28,3  | 4+0     |
|        | Fortschrittspartei (B)    | 16,4           | 2+0            | 16,8          | 2+0           | 21,5    | 3+0     | 35,2     | 4+0      | 34,6    | 4+0     | 34,5  | 4+0     |
|        | Allianz (S)               | 14,3           | 1+1            | 14,2          | 2+0           | 13,6    | 2+0     | 12,2     | 1+0      | 10,6    | 1+0     | 10,2  | 1+0     |
|        | Links-Grüne Bewegung (V)  | 15,7           | 2+0            | 12,1          | 1+0           | 7,9     | 1+0     | 8,5      | 0+1      | 15,8    | 2+0     | 5,9   | —       |
|        | Strahlende Zukunft (A)    | 10,2           | 1+0            | 10,7          | 1+1           | 9,2     | 1+0     | 4,6      | —        | 6,5     | 0+1     | 4,5   | 0+1     |
|        | Piratenpartei (Þ)         | 6,9            | 0+1            | 6,2           | 0+1           | 5,0     | 0+1     | 3,1      | —        | 3,0     | —       | 4,7   | —       |
|        | Andere                    | 13,5           | —              | 13,2          | —             | 11,0    | —       | 11,8     | —        | 6,8     | —       | 12,0  | —       |
|        | Stärkste andere Partei    | L 4,0          | —              | I 3,9         | —             | T 3,8   | —       | J 4,5    | —        | T 1,9   | —       | T 3,4 | —       |
| Summe  | Summe                     |                | 9+2            |               | 9+2           |         | 11+2    |          | 7+1      |         | 9+1     |       | 9+1     |

## Weitere Entwicklungen und Folgen der Wahl
Die Wahl galt als entscheidend für den weiteren Verlauf der Beitrittsverhandlungen Islands mit der Europäischen Union.
Ministerpräsident Islands wurde am 23. Mai 2013 Sigmundur Davíð Gunnlaugsson von der Fortschrittspartei, der eine Koalition mit der Unabhängigkeitspartei bildete.

## Umfragen vor der Wahl

Umfrageverlauf ab Januar 2012 bis zur Wahl

Die Umfragen vor der Wahl trauten neben den etablierten Parteien mehreren neuen Parteien den Einzug in das Parlament zu.
| Umfrageperiode | S    | D    | V    | B    | T   | A    | Þ   | G   |
| -------------- | ---- | ---- | ---- | ---- | --- | ---- | --- | --- |
| Umfrageperiode |      |      |      |      |     |      |     |     |
| März 2013      | 14,6 | 24,0 | 8,6  | 27,3 | 1,2 | 12,9 | 4,1 | 2,3 |
| Februar 2013   | 15,4 | 29,7 | 7,4  | 22,1 | 1,3 | 16,2 | 2,3 | 3,2 |
| Januar 2013    | 15,6 | 35,5 | 7,9  | 14,2 | 2,2 | 18,6 | 2,1 | 2,5 |
| Dezember 2012  | 19,1 | 36,3 | 9,1  | 13,1 | 3,0 | 12,3 | 2,5 | 2,6 |
| November 2012  | 22,5 | 35,9 | 10,6 | 12,7 | 3,8 | 8,1  | 0,4 | 3,3 |
| Oktober 2012   | 22,1 | 36,2 | 11,7 | 12,1 | 3,8 | 6,9  | –   | 3,8 |
| September 2012 | 19,4 | 37,1 | 12,4 | 14,2 | 3,6 | 4,9  | –   | 4,4 |
| August 2012    | 20,7 | 36,0 | 13,3 | 13,9 | 3,7 | 4,5  | –   | 3,0 |
| Juli 2012      | 21,0 | 36,9 | 12,2 | 12,4 | 4,1 | 5,2  | –   | 3,1 |
| Juni 2012      | 18,8 | 38,2 | 11,9 | 12,7 | 4,3 | 4,3  | –   | 3,6 |
| Mai 2012       | 17,7 | 39,3 | 10,4 | 12,9 | 5,4 | 4,0  | –   | 3,9 |
| April 2012     | 18,7 | 37,0 | 11,5 | 12,5 | 5,4 | 5,6  | –   | 1,6 |
| Wahl 2009      | 29,8 | 23,7 | 21,7 | 14,8 | 7,2 | –    | –   | –   |